# Agalinis heterophylla
Agalinis heterophylla là loài thực vật có hoa thuộc họ Cỏ chổi. Loài này được (Nutt.) Small ex Britton mô tả khoa học đầu tiên năm 1913.